# 楔狀水蚌
楔狀水蚌（学名：Fusconaia cuneolus）是美國特有的一種蚌。牠們在田納西州及阿拉巴馬州被列為瀕危。